# Maria Weidner
Maria Weidner (* 1988 in Neustadt an der Waldnaab) ist eine deutsche Film- und Theaterschauspielerin.

## Leben
Nach einer Ausbildung zur Einzelhandelskauffrau arbeitete Weidner zunächst im Delikatessengeschäft Dallmayr in München und begann im Anschluss ein Schauspielstudium an der Bayerischen Theaterakademie August Everding im Prinzregententheater, das sie im September 2014 abschloss.
Bereits während ihres Studiums wirkte sie an zahlreichen Theater- und Filmproduktionen mit. Ihr TV-Debüt gab sie 2007 im Komödienstadl des Bayerischen Rundfunks, die erste Hauptrolle folgte 2012 im Weihnachtsfilm Obendrüber, da schneit es von Vivian Naefe. Seither war Weidner in Serien wie Der Alte, Die Rosenheim-Cops und SOKO München zu sehen.

## Filmografie
- 2007: Der Komödienstadel: Das Cäcilienwunder (Fernsehreihe)
- 2012: Obendrüber, da schneit es
- 2012: Hubert und Staller (Fernsehserie, Episode: Ein Ton zu wenig)
- 2013: Frühlingsgefühle
- 2013: Hattinger und die kalte Hand
- 2014: Frühlingsgeflüster
- 2014–2020: SOKO München (Fernsehserie, 4 Folgen, verschiedene Rollen)
- 2014: Die Rosenheim-Cops (Fernsehserie, Episode: Ein Star, ein Bild, ein Mord)
- 2014: Der Alte (Fernsehserie, Episode: Melodie des Todes)
- 2016: Was im Leben zählt
- 2016: Hattinger und der Nebel
- 2017: Schritt ins Licht
- 2017: Sturm der Liebe (Fernsehserie, 30 Folgen)
- 2017: Um Himmels Willen (Fernsehserie, 1 Folge)
- 2018: Lena Lorenz – Eindeutig uneindeutig (Fernsehreihe)
- 2022: Watzmann ermittelt (Fernsehserie, 1 Folge)